# Wade Allison
Wade Allison, född 14 oktober 1997, är en kanadensisk professionell ishockeyforward som är kontrakterad till Philadelphia Flyers i National Hockey League (NHL) och spelar för Lehigh Valley Phantoms i American Hockey League (AHL). Han har tidigare spelat för Western Michigan Broncos i National Collegiate Athletic Association (NCAA) och Tri-City Storm i United States Hockey League (USHL).
Allison draftades av Philadelphia Flyers i andra rundan i 2016 års draft som 52:a spelare totalt.

## Statistik
| 2011–2012   | Pembina Valley Hawks U15 |             | 56  | 45 | 50 | 95  | —   | —  | — | — | —  | — |
|             | Carman Cougars           |             | 3   | 5  | 5  | 10  | 0   | —  | — | — | —  | — |
| 2012–2013   | Pembina Valley Hawks U18 | MMHL        | 35  | 12 | 22 | 37  | 16  | 5  | 4 | 3 | 7  | 2 |
| 2013–2014   | Omaha AAA Lancers        | NAPHL       | 15  | 19 | 9  | 28  | 10  | 5  | 3 | 6 | 9  | 2 |
|             | Omaha AAA Lancers        |             | 48  | 49 | 62 | 111 | —   | —  | — | — | —  | — |
| 2014–2015   | Tri-City Storm           | USHL        | 35  | 6  | 7  | 13  | 8   | 7  | 0 | 2 | 2  | 0 |
| 2015–2016   | Tri-City Storm           | USHL        | 56  | 25 | 22 | 47  | 46  | 11 | 9 | 7 | 16 | 4 |
| 2016–2017   | Western Michigan Broncos | NCAA        | 36  | 12 | 17 | 29  | 53  | —  | — | — | —  | — |
| 2017–2018   | Western Michigan Broncos | NCAA        | 22  | 15 | 15 | 30  | 29  | —  | — | — | —  | — |
| 2018–2019   | Western Michigan Broncos | NCAA        | 22  | 8  | 7  | 15  | 20  | —  | — | — | —  | — |
| 2019–2020   | Western Michigan Broncos | NCAA        | 26  | 10 | 13 | 23  | 17  | —  | — | — | —  | — |
| 2020–2021   | Philadelphia Flyers      | NHL         | 1   | 0  | 0  | 0   | 0   | —  | — | — | —  | — |
|             | Lehigh Valley Phantoms   | AHL         | 8   | 4  | 5  | 9   | 2   | —  | — | — | —  | — |
| NHL totalt  | NHL totalt               | NHL totalt  | 1   | 0  | 0  | 0   | 0   | —  | — | — | —  | — |
| NCAA totalt | NCAA totalt              | NCAA totalt | 106 | 45 | 52 | 97  | 119 | —  | — | — | —  | — |
| USHL totalt | USHL totalt              | USHL totalt | 91  | 31 | 29 | 60  | 54  | 18 | 9 | 9 | 18 | 4 |